# Pantaleontos
Pantaleontos (Tiếng Hy Lạp: Πανταλέων) là một vị vua Hy Lạp trị vì trong giai đoạn từ năm 190 TCN - 180 TCN tại Bactria và Ấn Độ. Ông còn rất trẻ vào thời gian đó, hoặc là người kế nhiệm của vua Hy Lạp-Bactria, Demetrios, và đôi khi người ta tin rằng là em trai hoặc chư hầu. Ông là vị vua Hy Lạp đầu tiên đúc tiền Ấn Độ, những huy chương đồng bất thường kỳ dị mà được thừa nhận ở các vùng đất của ông là Arachosia và Gandhara để nhằm có được sự ủng hộ của cư dân bản địa.
Kích thước giới hạn của tiền đúc của ông chỉ ra một triều đại ngắn. Có thể ông đã bị thay thế bởi em trai hoặc người con của anh trai là Agathocles. Một số tiền xu của ông (cũng như của Agathocles và Euthydemos II) có một đặc điểm đáng ngạc nhiên: chúng được làm bằng hợp kim đồng-niken, một công nghệ không được biết đến ở phương Tây cho đến thế kỷ 18, nhưng đã được biết tới ở Trung Quốc tại thời điểm này. Điều này cho thấy một sự trao đổi các loại hợp kim hoặc giữa những người đúc tiền đã xảy ra giữa Trung Quốc và khu vực Bactria.
| Tiền nhiệm: Demetrius I | Vua Ấn-Hy Lạp (Arachosia, Gandhara) 190-185 TCN | Kế nhiệm: Apollodotus I |